# Anarete manii
Anarete manii är en tvåvingeart som beskrevs av Rao 1952. Anarete manii ingår i släktet Anarete och familjen gallmyggor. Inga underarter finns listade i Catalogue of Life.